# 尼柯耳稜鏡

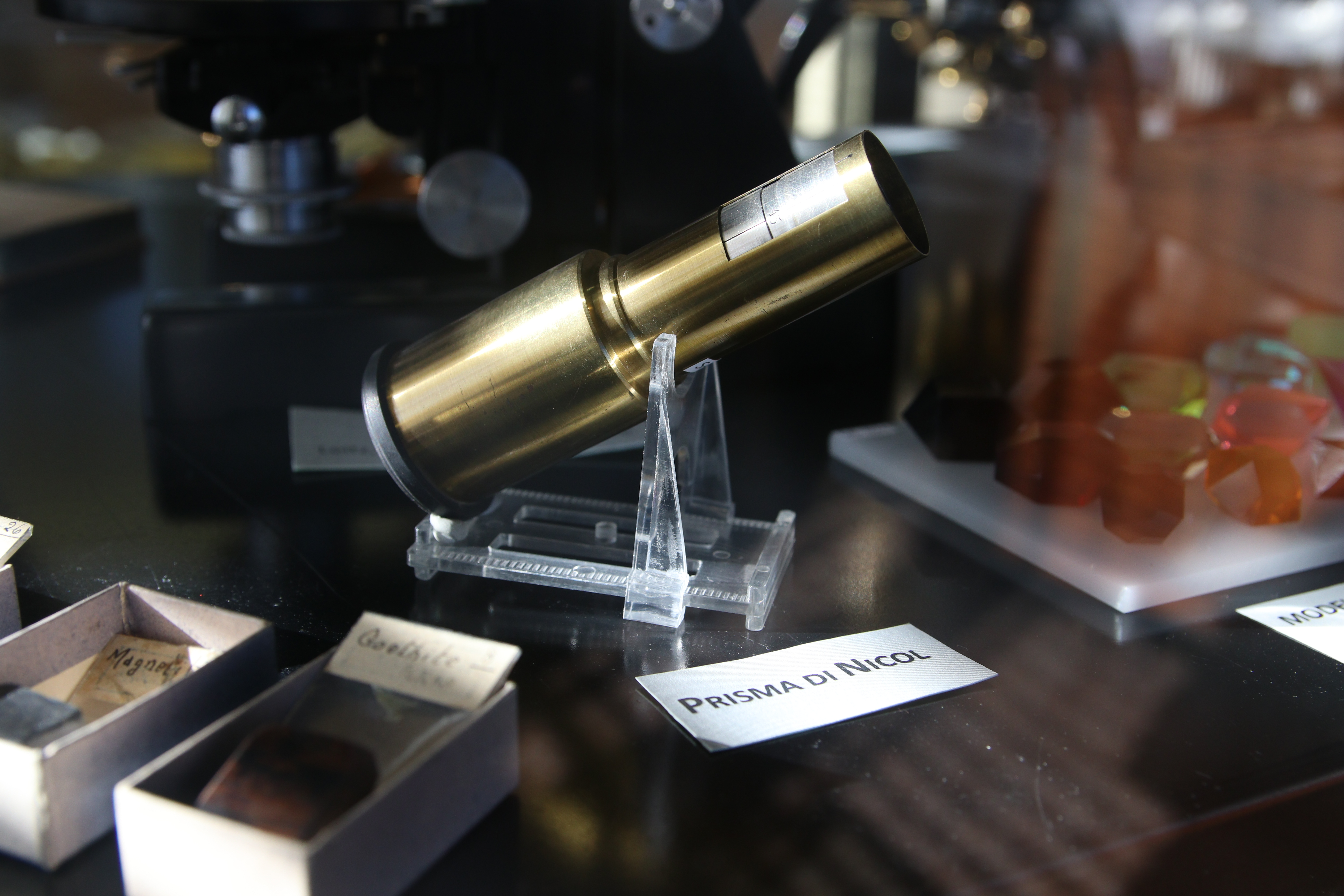
義大利波隆那波隆那大學「Luigi Bombicci Museum」礦物學收藏中的尼柯耳稜鏡。

尼柯耳稜鏡中光傳播的示意圖，顯示了非偏振光分為普通的和異常偏振的光。

尼柯耳稜鏡（英語：Nicol prism）是一種偏振器。它是一種由方解石晶體製成的光學器件，用於將普通光轉換為平面偏振光。它的製作管道是通過全反射消除其中一條光線，即普通光線被消除，只有異常光線穿過稜鏡。
它是第一種偏振稜鏡，由愛丁堡的威廉·尼柯耳（1770-1851）於1828年發明。

## 機制
尼柯耳棱鏡由冰島晶石（一種方解石）的菱面體晶體組成，該晶體相對於晶體軸以68°的角度切割，再次對角線切割，然後使用一層透明的加拿大香脂作為膠水重新連接。
非偏振光線通過晶體的側面進入，並被方解石的雙折射特性分成兩條正交偏振、方向不同的光線。「普通」光線或「o光線」在方解石中的折射率為no =1.658，因為其在膠層處（折射率n=1.550）的入射角超過了介面的臨界角，因此在方解石-膠介面處發生全反射。於是它帶有一些折射，穿過棱鏡上半部分的頂側。「異常」光線或「e光線」在方解石晶體中的折射率較低（ne=1.486），並且不會在介面上完全反射，因為它以低於臨界角撞擊介面。當「e光線」穿過介面進入稜鏡的下半部分時，它只會經歷輕微的折射或彎曲。它最終以平面偏振光的形式離開稜鏡，在離開稜鏡的另一側時經歷另一次折射。假設方解石棱柱角已被適當切割，則兩條出射光線具有相互垂直的偏振，但較低的光線或「e光線」，因為它再次沿原始水准方向傳播，因此更常用於進一步的實驗。  上光線或「o光線」的方向與其原始方向大不相同，因為它在膠水介面處單獨發生全反射，並在稜鏡上側出射時發生最終折射。

## 使用
尼柯耳棱鏡曾廣泛應用於礦物學顯微鏡和偏振測量，術語「使用交叉尼柯耳」（縮寫為“XN”）仍用於指觀察放置在正交取向偏振器之間的樣品。
然而，在大多數儀器中，尼柯耳稜鏡已被其它類型的偏振器所取代，如寶麗來片和格蘭-湯普遜稜鏡。